# Autobahnkreuz Bonn/Siegburg
Am Autobahnkreuz Bonn/Siegburg  (Nordrhein-Westfalen, Metropolregion Rhein-Ruhr) kreuzen sich die Bundesautobahnen 3 (Oberhausen – Frankfurt am Main – Passau) und 560 (Siegtal-Autobahn).

## Geographie
Das Kreuz liegt im Rhein-Sieg-Kreis, auf dem Gebiet der Stadt Sankt Augustin direkt an der Stadtgrenze zu Hennef. Die umliegenden Städte sind Hennef (Sieg), Siegburg, Troisdorf, Lohmar und Bonn. Es befindet sich etwa 30 km südöstlich von Köln und 10 km nordöstlich von Bonn.
Das Kreuz Bonn/Siegburg trägt auf der A 3 die Nummer 32, auf der A 560 die Nummer 5.

## Geschichte
Das Autobahnkreuz wurde 1988 im Zuge des Baus der A 560 als Autobahndreieck dem Verkehr übergeben. Zwei Jahre später wurde die A 560 in Richtung Hennef (Sieg) weitergebaut und nun war auch das Kreuz vollständig befahrbar. Die Autobahn 3 ist in diesem Bereich bereits seit 1937 vorhanden.

## Ausbau
Die Autobahn 3 ist im Bereich des Autobahnkreuzes sechsstreifig ausgebaut, die A 560 vierstreifig. Alle Rampen sind einstreifig.

## Verkehrsaufkommen
Das Kreuz wird täglich von rund 138.000 Fahrzeugen passiert.
| Von                    | Nach                         | Durchschnittliche tägliche Verkehrsstärke | Durchschnittliche tägliche Verkehrsstärke | Durchschnittliche tägliche Verkehrsstärke | Anteil Schwerlastverkehr | Anteil Schwerlastverkehr | Anteil Schwerlastverkehr |
| Von                    | Nach                         | 2005                                      | 2010                                      | 2015                                      | 2005                     | 2010                     | 2015                     |
| ---------------------- | ---------------------------- | ----------------------------------------- | ----------------------------------------- | ----------------------------------------- | ------------------------ | ------------------------ | ------------------------ |
| AS Lohmar (A 3)        | AK Bonn/Siegburg             | keine Daten                               | 76.800                                    | 81.300                                    | keine Daten              | 13,8 %                   | 13,4 %                   |
| AK Bonn/Siegburg       | AS Siebengebirge (A 3)       | 70.200                                    | 76.800                                    | 81.700                                    | 16,0 %                   | 14,6 %                   | 14,6 %                   |
| AS Niederpleis (A 560) | AK Bonn/Siegburg             | 55.100                                    | 57.000                                    | 59.600                                    | 07,1 %                   | 06,1 %                   | 05,9 %                   |
| AK Bonn/Siegburg       | AS Hennef(Sieg)-West (A 560) | 49.300                                    | 50.500                                    | 53.900                                    | 06,8 %                   | 05,5 %                   | 05,0 %                   |

## Prinzipgleiche Straßenkreuzungen
- Autobahnkreuz Breitscheid
- Autobahnkreuz Herne
- Autobahnkreuz Mönchengladbach
- Westkreuz Frankfurt